# Geo Prizm

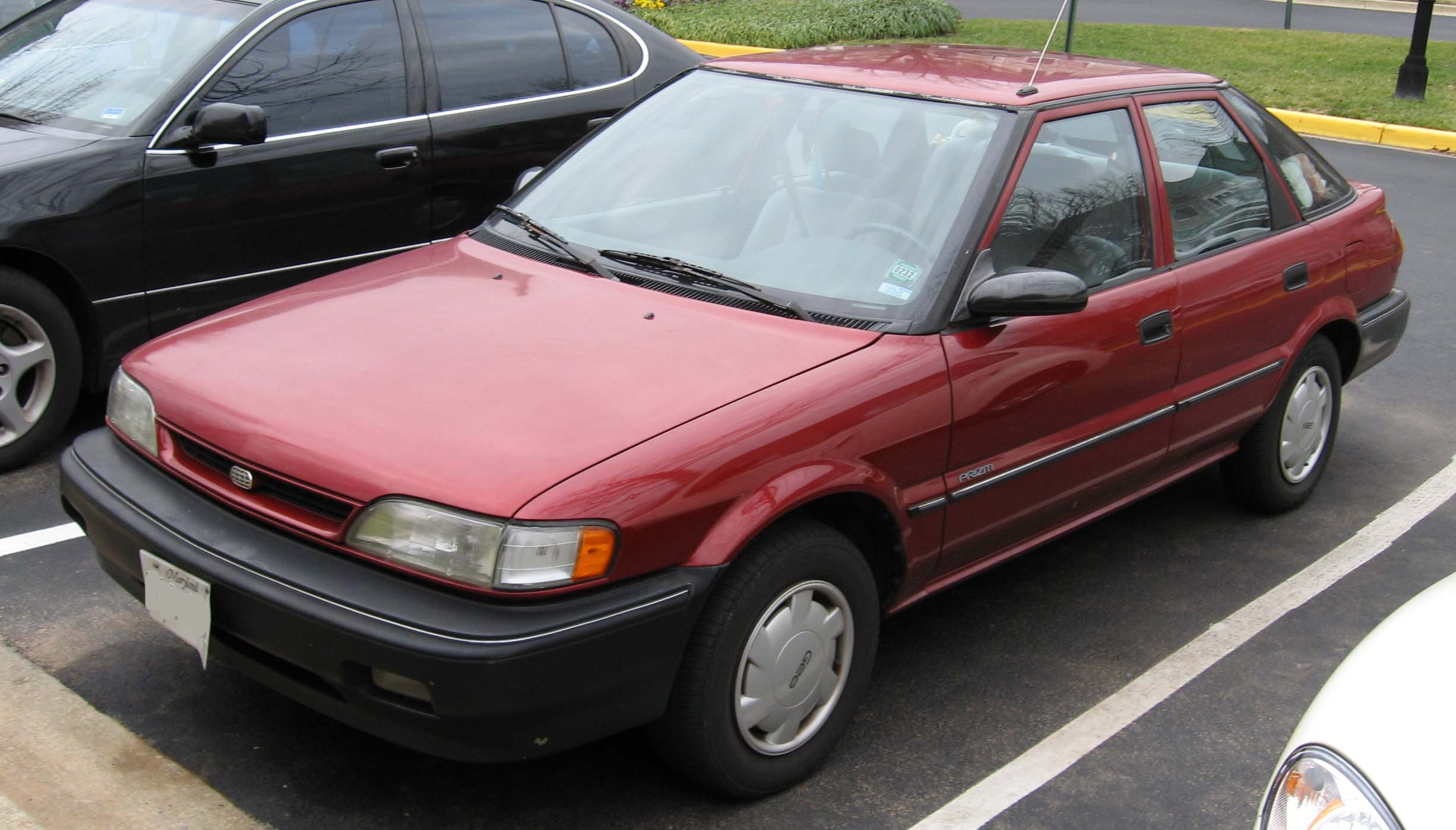
Geo Prizm del 1990-1992

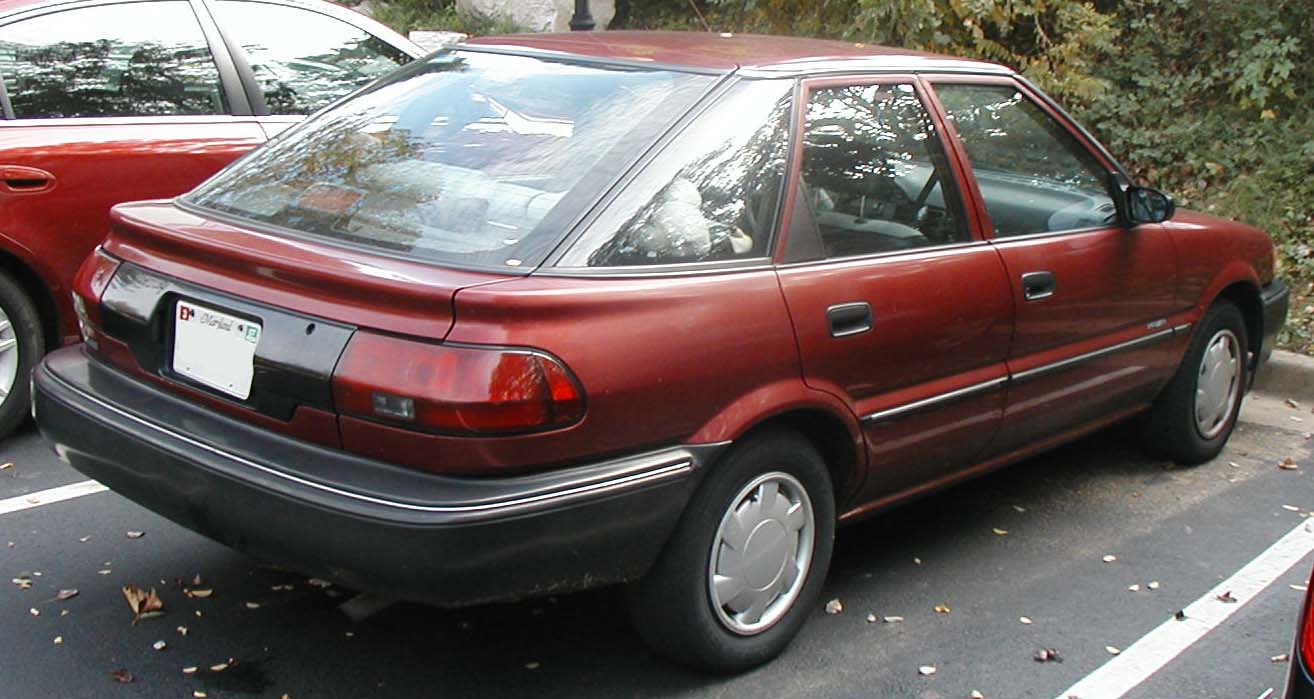
Geo Prizm del 1990-1992

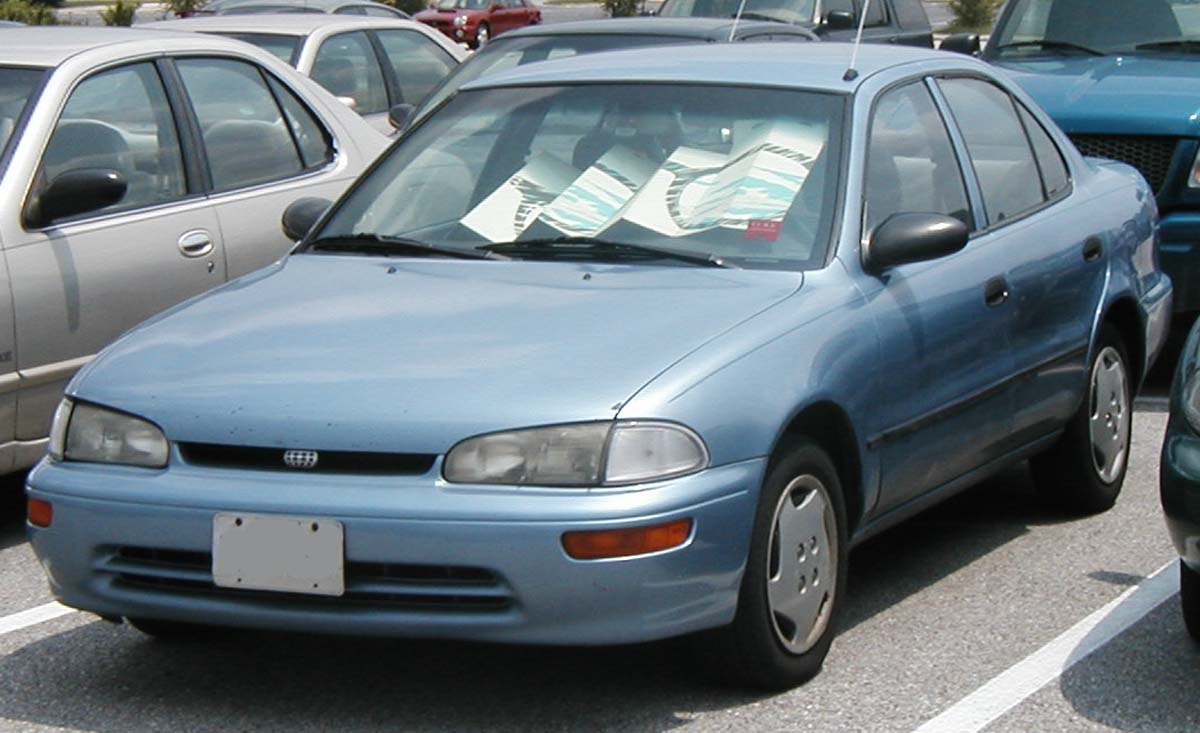
Geo Prizm del 1993-1997

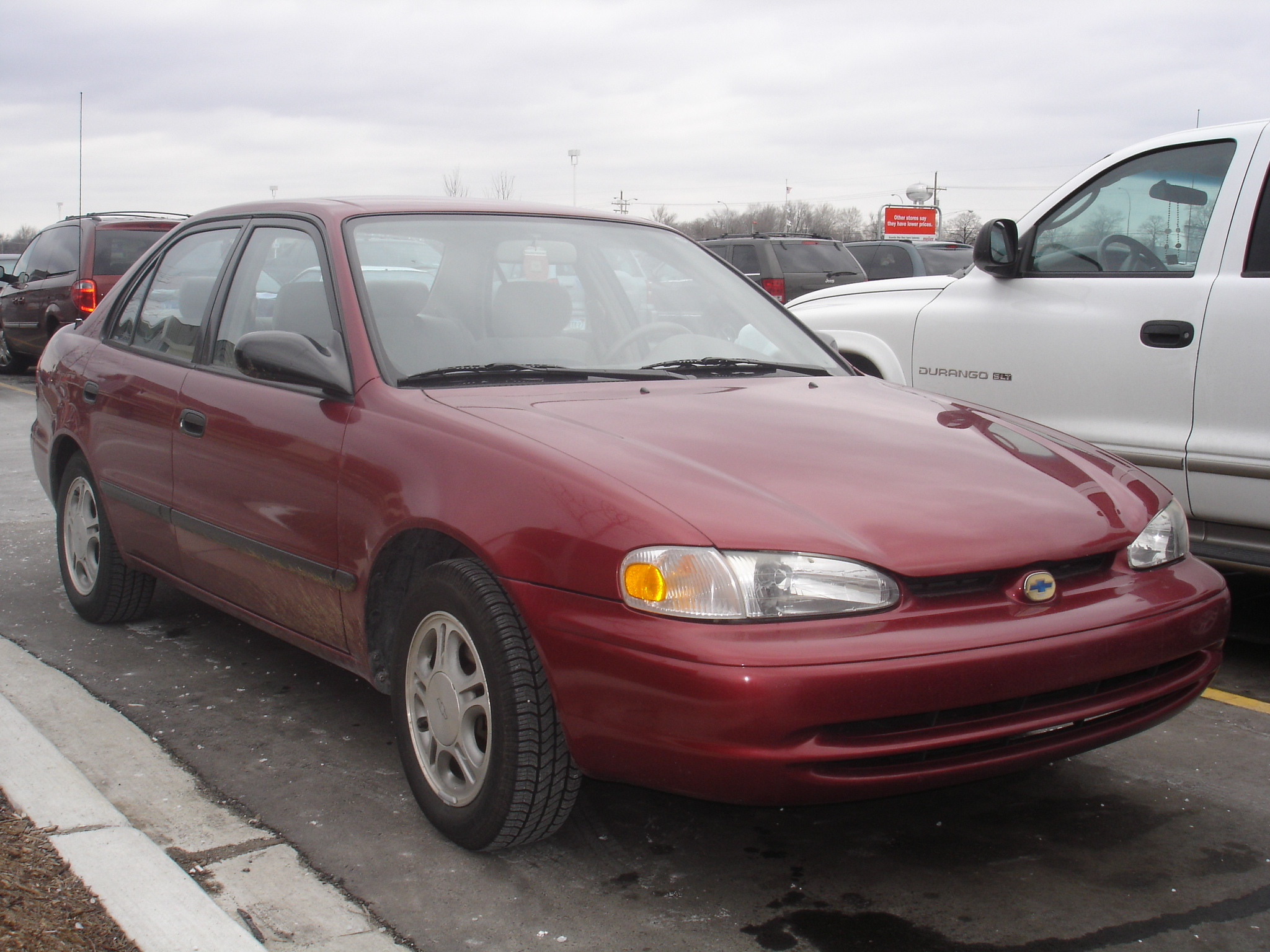
Chevrolet Prizm del 1998-2002

El Geo Prizm va ser un cotxe fabricat a la planta NUMMI (joint venture entre GM i Toyota) de Fremont, California pel mercat dels Estats Units del 1990 al 2002 (el 1997 passa a vendre's com a Chevrolet Prizm) sota la marca Geo. Substitueix al Chevrolet Nova. En essència, el Prizm era un Toyota Sprinter; classificat com a subcompacte el model de 1990-1992, passarà a ser venut com a compact a partir del 1993 fins al 2002.
El Prizm estava construït sota la "plataforma S" de GM, que en realitat, era la plataforma M de Toyota.
Un motiu de per què el Prizm va deixar-se de fabricar pot trobar-se, primerament, perquè el Chevrolet Cavalier va tenir molt bona crítica i perquè el Prizm era més petit que el Cavalier i curiosament més car. Per aquest motiu molts compradors s'inclinaven pel Cavalier. També cal esmentar que GM volia usar la producció de la planta MUMMI per construir el Pontiac Vibe.
El Plymouth Sundance o Ford Escort entre altres models eren la competència d'aquest cotxe.

## Informació general
Existeixen 3 diferents generacions: 
1990-1992
S'ha comercialitzat una versió de 4 i 5 portes. Mecànicament els Prizms equipaven el 4A-FE i en opció un 4A-GE.
Mides del Prizm:
Batalla (Wheelbase): 2,430 m
Llargada (Length): 4,335 m
Amplada (Width): 1,656 m
Alçada (Height): 1,331 m
1993-1997
S'ha comercialitzat únicament la versió de 4 portes sedan. Mecànicament els Prizms equipaven el 4A-FE i en opció un 7A-FE
Mides del Prizm:
Batalla (Wheelbase): 2,463 m
Llargada (Length): 4,394 m
Amplada (Width): 1,684 m
Alçada (Height): 1,353 m
1998-2002
S'ha comercialitzat únicament la versió de 4 portes sedan. Mecànicament els Prizms Prizms equipaven el Toyota 1.8 L 1ZZ-FE amb VVT-i per als models del 2000-2002.
Mides del Prizm:
Batalla (Wheelbase): 2,466 m
Llargada (Length): 4,424 m
Amplada (Width): 1,694 m
Alçada (Height): 1,364 m
Sobre les caixes de canvi, s'han ofert una manual de 5 velocitats i dos automàtiques de 3 i 4 velocitats en totes les tres generacions.